# Уссурийский пиджин
Уссурийский пиджин — идиом, использующийся небольшим количеством пожилых нанайцев и удэгейцев в Приморском крае на Дальнем Востоке России. Может классифицироваться как вариант кяхтинского языка (русско-китайского пиджина) с определённой долей тунгусского  влияния, находящийся на стадии депиджинизации. Изучался в полевых условиях Е. В. Перехвальской.

## Лингвистическая характеристика
Морфологическая система уссурийского пиджина в его изначальной форме характеризовалась значительным упрощением грамматических категорий. В современном пиджине те или иные категории активно заимствуются из русского языка.
В имени существительном отсутствует категория рода, число выражено непоследовательно, падежные формы не образуют системы.
Для местоимений в отличие от существительных характерно более последовательное употребление падежных форм. Личные местоимения (мая / мине «я», тибе «ты», иво «он, она, оно», наша «мы», ваша «вы», их / ихинь «они») ранее имели неизменямую форму. В настоящее время данные формы варьируют с парадигмой форм личных местоимений русского языка.